# 侯乃榕
侯乃榕（1980年10月7日—）是臺灣的新聞主播，紐約市立大學柏魯克分校企業傳播研究所畢業，現為台視新聞主播、《台灣名人堂》主持人兼製作人、台視財經台《健康醫療站》主持人兼製作人。

## 學歷
- 嘉義縣私立協同高級中學
- 國立暨南國際大學外國語文學系
- 紐約市立大學柏魯克分校企業傳播研究所

## 現任
- 台視新聞專任主播
- 台視新聞台《台灣名人堂》主持人兼製作人
- 台視財經台《健康醫療站》主持人兼製作人

## 經歷

### 記者與主播
- 2002年：聯合報系第一屆「U種子計畫」錄取者，聯合報系校園特約記者
- 2003年至2005年：中視新聞部社會線記者
- 2005年至2009年：中視新聞部財經線記者
- 2005年至2009年：中視新聞台《整點新聞》主播
- 2005年至2009年：《中視夜線新聞》主播
- 2005年至2009年7月12日：中視氣象台主播。
- 2009年7月12日：因有生涯規劃，留職停薪，赴美國紐約進修。
- 2011年1月21日：復職。
- 2011年8月29日至2011年9月下旬：《中視晚安遛新聞》主播
- 2011年3月至2018年2月22日：《中視午間新聞》主播
- 時間不明：中視新聞黨政線記者
- 2013年至2018年：中視新聞專題記者
- 2018年5月2日－至今：台視新聞主播

### 主持
- 1997年至1998年：嘉義之音廣播電臺主持人
- 2005年至2009年：中視《生活新鮮報》主持人
- 2009年：中視《生活來一課》主持人
- 2011年3月19日至2011年8月12日：中視《中視新聞6一下》主持人
- 2012年11月2日至2014年5月30日：中視《漢方養生小叮嚀》主持人
- 2015年12月5日至2018年2月25日：中視新聞台《兩岸新新聞》主持人
- 2018年6月3日－至今：台視新聞台《台灣名人堂》主持人兼製作人
- 2020年5月20日：中華民國第15任總統暨副總統宣誓就職典禮主持人
- 2020年7月19日－2020年8月23日：台視新聞台《好家在台北》主持人
- 2022年4月：台視60週年台慶特別節目《台視60 璀璨年代》主持人兼製作人
- 2024年9月7日-至今 台視財經台《健康醫療站》主持人兼製作人

### 採訪
- 2004：327大遊行、520藍綠抗爭、艾莉颱風新竹五峰山區災情、艾爾頓強香港專訪
- 2005：中視新聞「漸凍人琉球之行」系列報導，隨中華民國運動神經元疾病病友協會漸凍人旅行團出訪
- 2006：百萬人民倒扁運動
- 2006：台灣世界展望會蒙古兒童失學問題系列報導
- 2007：YouTube共同創辦人陳士駿專訪
- 2007：亞力山大健康休閒俱樂部倒閉  負責人唐雅君獨家專訪
- 2007、2008 兩年雙十國慶大典總統府前轉播
- 2012：總統大選隨行採訪
- 2013：廣大興28號事件赴菲律賓採訪
- 2013：第48屆金鐘獎電視金鐘獎入圍名單記者會主持
- 2013：隨總統馬英九「賀誼專案」出訪中南美洲友邦5國
- 2014：中視新聞「公益不思議」專題系列報導
- 2015：中視新聞「有機有生機」專題系列報導
- 2017：中視新聞「主播3600變」專題系列報導

## 外部連結
- 台視新聞主播 - 侯乃榕 （页面存档备份，存于）
- 侯乃榕的Facebook專頁